# Ladná
Ladná (tot 1950 Lanšdorf en Duits: Rampersdorf) is een Moravische gemeente in de Tsjechische regio Zuid-Moravië, en maakt deel uit van het district Břeclav. Ladná telt 1275 inwoners (2023).

## Geschiedenis
- 1270 – De eerste schriftelijke vermelding van Ladná.
- 1976 – De gemeente Ladná wordt geannexeerd door de stad Břeclav.
- 2006 – Ladná wordt (opnieuw) een zelfstandige gemeente.[1]